# Haworthiopsis granulata
Haworthiopsis granulata coneguda abans com a Haworthia granulata és una planta suculenta que pertany a la subfamília de les Asfodelòidies.

## Descripció
Haworthiopsis granulata és una rara suculenta amb tiges erectes i fulles rígides, generalment llises a la part superior i amb molts tubercles petits a la part inferior. Les fulles són de color verd fosc i prenen tons ataronjats a vermells a ple sol, i són estretament ovades i de fins a 3 cm de llargada. Al voltant de la planta mare lentament surten fillols. Les flors són de colo blanc verdós i apareixen en llargues tiges primes des de l'estiu fins a la tardor.

## Distribució i hàbitat
Haworthiopsis granulata creix principalment a la zona seca al voltant de Tankwa i Ceres Karoo, a les províncies del Cap Occidental i Septentrional, a Sud-àfrica, tant a les zones muntanyoses rocoses més altes com a les planúries de les mesembriantemòidies espinoses. Sol ser caulescent i les formes sense tija semblen més escabrides.

## Taxonomia
Haworthia granulata va ser descrita per Hermann Wilhelm Rudolf Marloth i reubicada a Haworthiopsis com a Haworthiopsis granulata per G.D.Rowley el 2013.
Etimologia
Haworthiopsis: La terminació -opsis deriva del grec ὀψις (opsis), que significa 'aparença', 'semblant' per la qual cosa, Haworthiopsis significa "com a Haworthia", i que honora al botànic britànic Adrian Hardy Haworth (1767-1833).
granulata: epítet llatí que significa "granulada".
Varietats acceptades
- Haworthiopsis granulata var. granulata (Varietat tipus)
- Haworthiopsis granulata var. schoemanii (M.Hayashi) Breuer[8]

Sinonímia
- Haworthia granulata Marloth (Basiònim/sinònim reemplaçat)
- Haworthia venosa subsp. granulata (Marloth) M.B.Bayer
- Haworthia scabra subsp. granulata (Marloth) Halda[2]